# San Fabian (Pangasinan)
San Fabian è una municipalità di terza classe delle Filippine, situata nella Provincia di Pangasinan, nella regione di Ilocos.
San Fabian è formata da 34 baranggay:
- Alacan
- Ambalangan-Dalin
- Angio
- Anonang
- Aramal
- Bigbiga
- Binday
- Bolaoen
- Bolasi
- Cabaruan
- Cayanga
- Colisao
- Gomot
- Inmalog
- Inmalog Norte
- Lekep-Butao
- Lipit-Tomeeng
- Longos

- Longos-Amangonan-Parac-Parac Fabrica
- Longos Proper
- Mabilao
- Nibaliw Central
- Nibaliw East
- Nibaliw Magliba
- Nibaliw Narvarte (Nibaliw West Compound)
- Nibaliw Vidal (Nibaliw West Proper)

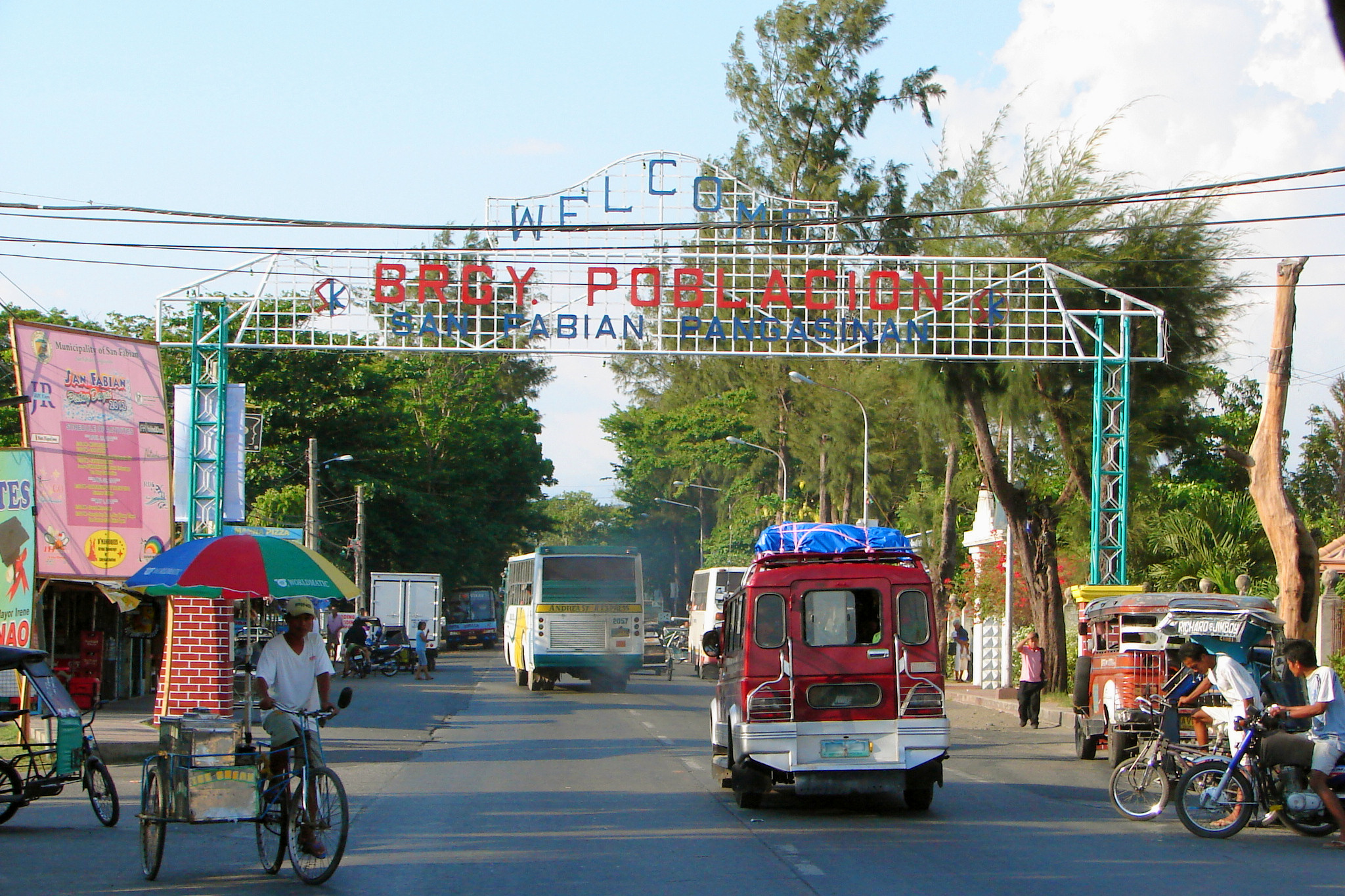
Poblacion

- Palapad
- Poblacion
- Rabon
- Sagud-Bahley
- Sobol
- Tempra-Guilig
- Tiblong
- Tocok